# فارينومالين
فارينومالين هو مركب عضوي طبيعي المنشأ ينتمي إلى فئة الماليميدات له الصيغة الكيميائيةC10H13NO4، ويُستخدم كمبيد للآفات ومبيد للأعشاب.

## لمحة تاريخية
عُزل مركب الفارينومالين لأول مرة من الفطر الممرض للحشرات. أظهر المركب بعد ذلك تثبيطًا قويًا وانتقائيًا (0.15-5 ميكروغرام/قرص) لثماني عزلات من العامل الممرض للنباتات لفطر عفن الساق والجذور الفيتوفثوري في فول الصويا. لفتت هذه النتائج انتباه الباحثين إلى أن  مركب الفارينومالين قد يكون مفيدًا كمبيد آفات مرشح لعلاج تعفن الساق والجذور الفيتوفثوري في محاصيل نبات فول الصويا.

## التحضير
تُعتبر عملية تحضير مركب الفارينومالين عملية بسيطة تتم باستخدام مركب غاما-هيدروكسي البوتينوليد ومركب 5-هيدروكسي-4-ميثيل-2-5(هيدرو)-الفورانون، تتكون من مرحلتين:
يتأكسد الفورانون في البداية ويتحول إلى 3-أيزوبروبيل فوران-2،5-ديون باستخدام ديس-مارتن بيريودينان، وفي الخطوة الثانية يرتد حمض الأسيتيك باستخدام بيتا الألانين. ويكون المنتج النهائي من مركب الفارينومالين عبارة عن مسحوق أبيض اللون له نقطة انصهار تتراوح ما بين 75-77 درجة مئوية.